# Rolling Stone (chanson)
Pour les articles homonymes, voir Rolling Stones (homonymie).
Singles de Mylène Farmer
City of Love
(2016) N'oublie pas
(2018)
Rolling Stone est une chanson de Mylène Farmer, sortie en single le 19 janvier 2018 en version digitale et le 20 avril 2018 en version physique, en tant que premier extrait de l'album Désobéissance.
Produit par le DJ français Feder, le titre offre une musique électro utilisant un sample de sitar, sur laquelle la chanteuse écrit un texte mélangeant le français et l'anglais sur un ton désabusé, tandis que le refrain est ponctué de plusieurs « La, la, la ».
Le clip, réalisé par Carole Denis, est tourné à Prague, en République Tchèque, et présente la chanteuse dans des couleurs aux dominantes rouge et noir, éclairée notamment par des feux de Bengale.
Le single se classe no 1 des ventes en France durant deux semaines.

## Contexte et écriture
En novembre 2015, Mylène Farmer sort l'album Interstellaires. Certifié triple disque de platine en quelques semaines, l'album est porté par les singles Stolen Car (en duo avec Sting) et City of Love. Pour réaliser le clip de ce dernier, Mylène Farmer fait appel à Pascal Laugier, un réalisateur spécialisé dans les films d'horreur qui lui propose de jouer dans son prochain film, Ghostland, dont le tournage se déroule au Canada à la fin de l'année 2016.
Le 18 janvier 2018, quelques jours avant la projection de Ghostland au Festival international du film fantastique de Gérardmer (où il remportera plusieurs prix), et alors que personne ne s'attendait à un nouveau titre de Mylène Farmer, Pascal Nègre publie une vidéo de 20 secondes via les réseaux sociaux dévoilant un extrait de la chanson Rolling Stone et le visuel du single.

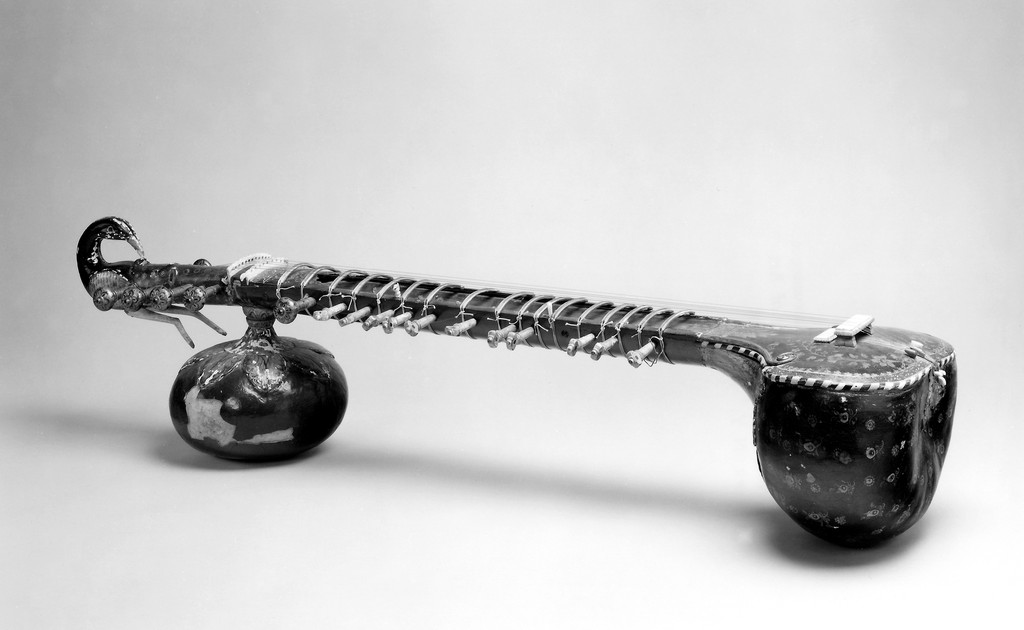
La musique de Rolling Stone utilise un sample de sitar.

Ce titre est le fruit de la rencontre entre la chanteuse et le DJ français Feder. Ayant beaucoup aimé son titre Goodbye, Mylène Farmer le contacte et lui propose de travailler ensemble afin de produire un son « dark et sexy ».
Sur une musique électro utilisant un sample de sitar, la chanteuse écrit un texte mélangeant le français et l'anglais (« Suis de "bad bad mood" », « Suis easy, it works for me, all I need is love »).
Avec une voix grave et sur un ton désabusé (« J'ai le sang qui broie du noir », « Je peine à rire, je peine à croire », « Moi pierre qui roule, je cache un blues »), elle évoque également son besoin de liberté (« Pas de point fixe, je suis une Rolling Stone ») et d'adrénaline (« J'ai bien compris qu'il faut des multitudes de dangers là pour m'animer »).
Le refrain est ponctué de plusieurs « La, la, la ».
Première collaboration entre les deux artistes, ce titre débouchera sur l'album Désobéissance, qui paraîtra en septembre 2018 et pour lequel Feder composera la majorité des titres.

## Sortie et accueil critique
Diffusé en radio à partir du 19 janvier 2018, le single sort le 20 avril 2018 en Maxi CD et en six Maxi 45 tours colorés.
La pochette, sur laquelle la chanteuse n'apparaît pas, reprend l'image présente sur le teaser vidéo de janvier : un fond rouge éclairé par un néon. 

### Critiques
- « La voix plus grave, la mélodie d'abord un peu rock sur l'intro, devenant électro pour atteindre un refrain entraînant. Sur son nouveau titre, Mylène Farmer est surprenante. Et finalement, rien de surprenant là-dedans : être attendue au tournant mais tenter de toujours un peu dévier de sa trajectoire, c'est la marque de fabrique de Mylène Farmer. » (La Meuse)[9]
- « Un titre électro-pop produit par le jeune DJ français Feder, à l'allure très dark comme on en a l'habitude avec l'icône rousse. » (Le Parisien)[10]
- « Un tournant dans le registre musical de l'artiste franco-canadienne. » (Le Figaro)[11]
- « La chanteuse prouve une fois de plus qu’elle est capable de se renouveler en permanence et de s’adapter à toute sorte de production. »[12]
- « Un titre déroutant (...) Une chanson enivrante et fédératrice. »[13]
- « Le son électro et inspiré de Rolling Stone détonne dans la discographie de Mylène Farmer. Mêlant les langues française et anglaise comme elle l’avait déjà fait, la chanteuse met en lumière une voix grave pour porter un texte sensuel qu’elle a écrit. »[14]
- « Ce nouveau single risque de déstabiliser les fans de la chanteuse, tant il s'éloigne des sonorités auxquelles la chanteuse les avait habitués. »[15]
- « Un morceau électro influencé par des sonorités bollywoodiennes aux paroles fortes et riches de sens. »[16]
- « Le résultat est très séduisant. Sa voix - moins travaillée - est pleine, grave et chaude. La production, elle, est plus organique. »[17]
- « Si l’on reconnait bien là son style mystique et sombre tant emblématique, Mylène Farmer surprend davantage dans son interprétation. Avec une voix grave et caverneuse, la chanteuse chante sur une instrumentale électronique. »[18]

## Vidéo-clip

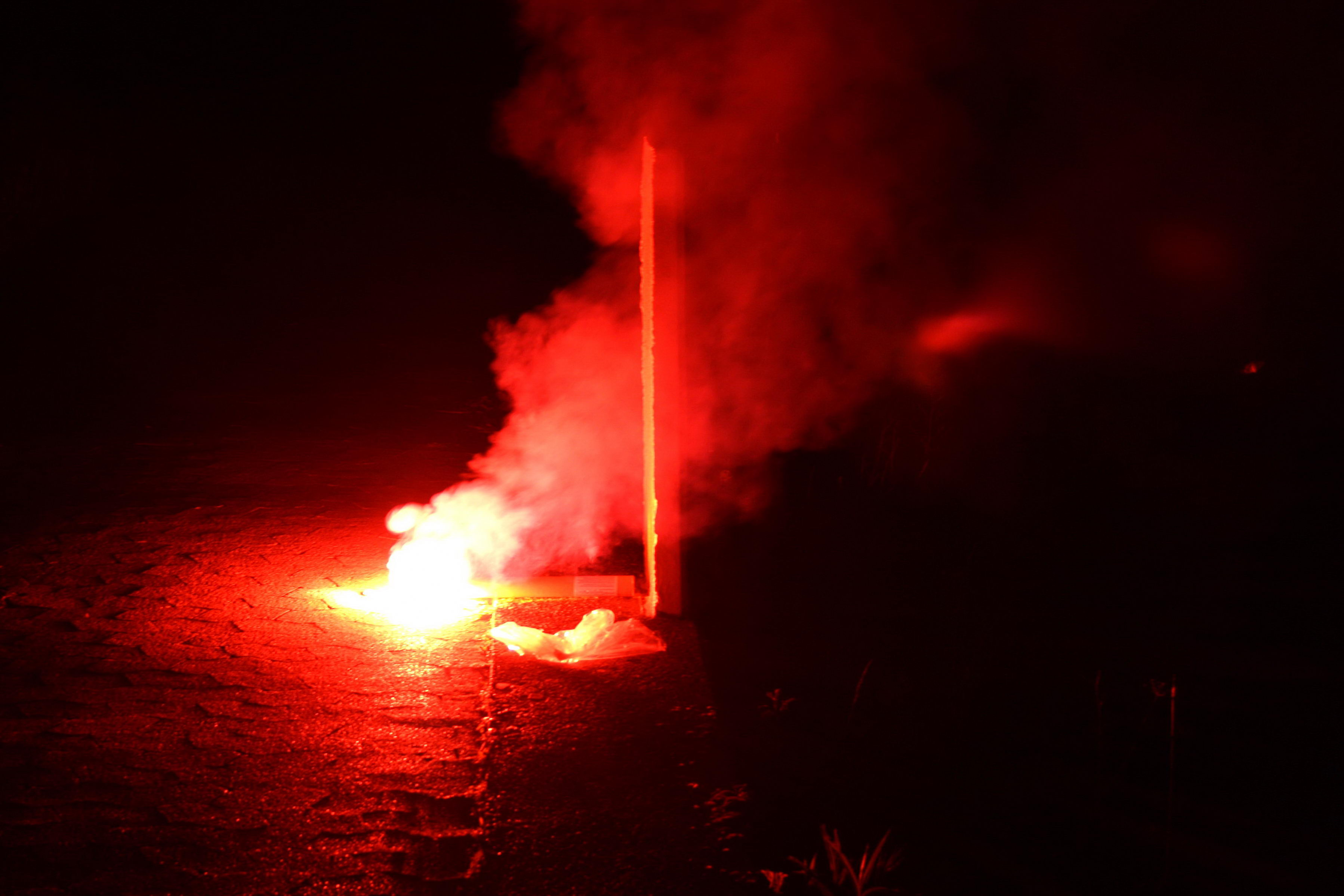
Le clip présente un Feu de Bengale.

Réalisé par Carole Denis, le clip est tourné les 15 et 16 janvier à Prague, en République Tchèque.
Les couleurs dominantes tout au long du clip sont le rouge et le noir. Le clip est filmé en grande partie dans un hangar désaffecté avec des prises de vues qui se veulent plutôt brutes.
C'est la première fois qu'une femme dirige Mylène Farmer pour l'un de ses clips.

### Synopsis
Après une explosion de feu de Bengale, la chanteuse déambule dans des rues sombres vêtue d'un long manteau noir, croisant plusieurs couples amoureux. Symbolisée par moments comme une boule blanche (rappelant la « pierre qui roule » du titre), celle-ci explose à la fin du clip, diffusant une large fumée rouge autour d'elle.

### Sortie et accueil
Le 24 février 2018, des extraits du clip sont diffusés dans le journal de 13 heures sur TF1. Le soir même, un extrait d'une minute et demie est diffusé juste avant l'émission The Voice.
- « Une ambiance incandescente et sensuelle accentuée par les néons rouges blafards, une boule blanche sur ses talons et des jeux d'image sur des téléviseurs vintage. » (Le Figaro)[19]
- « La française en met plein les yeux avec la très artistique vidéo de Rolling Stone. L'univers, rouge et enfumé, est superbe. » (Le Matin)[20]
- « Le clip a un esthétisme parfait, correspondant parfaitement à l’univers de Mylène Farmer, mais il laisse largement sur sa faim. Pour ce retour très attendu, nous aurions aimés voir un clip plus fort, plus long et plus scénarisé. »[21]

## Promotion
Mylène Farmer interprète Rolling Stone pour la première fois à la télévision le 12 mai 2018 pour la finale de l'émission The Voice sur TF1.
Entourée de six danseurs et deux danseuses, elle effectue une chorégraphie créée par elle-même.

Sur le dos de leurs vestes, sont brodées des lettres formant le mot « Désobéissance », annonçant ainsi le nom du prochain album.
Elle chantera le titre une autre fois le 8 juin 2018 dans l'émission La Chanson de l'année sur TF1, en direct des Arènes de Nîmes.

Cette fois, sur le dos de leurs vestes, sont brodées des lettres formant le mot « N'oublie pas », annonçant le nom du prochain single qui paraîtra quelques jours après.

## Classements hebdomadaires
Le titre se classe no 1 des ventes en France la semaine du 26 janvier 2018, permettant à Mylène Farmer d'obtenir le 16e no 1 de sa carrière.
Lors de la sortie des supports physiques en avril, la chanson atteint de nouveau la première place des ventes en France.
| Classement (2018)                                     | Meilleure position |
| ----------------------------------------------------- | ------------------ |
| Belgique - Wallonie (Ultratip)                        | 13                 |
| France (Ventes)                                       | 1                  |
| France (Téléchargements)                              | 1                  |
| France (Top Mégafusion) (Streaming + Téléchargements) | 73                 |
| France (TV)                                           | 16                 |
| Suisse romande                                        | 8                  |

## Liste des supports
| 1. | Rolling Stone                   | 3:45 |
| 2. | Rolling Stone (Mokoa Remix)     | 3:10 |
| 3. | Rolling Stone (JVNO Remix)      | 3:38 |
| 4. | Rolling Stone (FDVM Remix)      | 3:05 |
| 5. | Rolling Stone (Jen Jis Remix)   | 3:42 |
| 6. | Rolling Stone (LeMarquis Remix) | 3:25 |

## Crédits
- Paroles : Mylène Farmer
- Musique : Feder, Johanna Iser, Peter Hoppe, Anastassia Zimmerman, Ashley Hicklin, Kimberley Sawford et Quentin Segaud
- Production artistique : Feder
- Mixage : JUMO pour Motif Music
- Enregistrement voix et orchestre : Jérôme Devoise
- Studio d'enregistrement : Studio Guillaume Tell[30]

### Interprétations en concert
Mylène Farmer interprète Rolling Stone lors de sa résidence en juin 2019 à Paris La Défense Arena.

Entourée de seize danseurs, elle effectue la chorégraphie identique à celle réalisée lors des prestations télévisées, créée par elle-même.
Lors de sa tournée des stades Nevermore 2023/2024, la chanson est présente un court instant au sein d'un medley où sont joués plusieurs extraits de ses anciens titres.

## Albums et vidéos incluant le titre

### Albums de Mylène Farmer
| Année | Album         | Version                                     | Durée | Certifications de l'album |
| 2018  | Désobéissance | Version Album Instrumental (réédition 2023) | 3:45  | 2 × Platine               |
| 2019  | Live 2019     | Live 2019                                   | 3:53  | Platine                   |
| 2020  | Histoires de  | Version Album                               | 3:45  | Platine                   |
| 2024  | Nevermore     | Medley Remember                             | 3:45  | Platine                   |

### Vidéos de Mylène Farmer
| Année | Vidéo                             | Version         | Durée | Certifications de la vidéo |
| 2019  | Live 2019                         | Live 2019       | 3:46  | Diamant                    |
| 2021  | Les clips - L'intégrale 1999-2020 | Vidéo-clip      | 3:43  | -                          |
| 2024  | Nevermore                         | Medley Remember | 3:47  | Diamant                    |